# Neunundzwanzigstes Strafrechtsänderungsgesetz
Mit dem Neunundzwanzigsten Strafrechtsänderungsgesetz (29. StrÄndG) vom 31. Mai 1994 reformierte der Deutsche Bundestag das deutsche Sexualstrafrecht: Die Homosexualität männlicher Erwachsener wurde entkriminalisiert, der strafrechtliche Schutz Jugendlicher vor sexuellem Missbrauch wurde durch eine einheitliche Jugendschutzvorschrift ersetzt.

## Gliederung
Das Mantelgesetz ist in vier Artikel gegliedert.

### Artikel 1: Änderung des Strafgesetzbuches
Durch Art. 1 Nr. 1 wurde der Abschnitt „Straftaten gegen die sexuelle Selbstbestimmung“ im Strafgesetzbuch geändert. § 175 StGB, der zuvor homosexuelle Handlungen von männlichen Personen über 18 Jahren mit solchen unter 18 Jahren kriminalisiert hatte, wurde aufgehoben. Mit Art. 1 Nr. 2 wurde § 182 StGB neu gefasst. Damit kam es zu einer innerdeutschen Rechtsangleichung nach der Wiedervereinigung 1990.
Während § 182 StGB in der bis zum 11. Juni 1994 geltenden Fassung die „Verführung eines Mädchens unter sechzehn Jahren zum Beischlaf“ verbot, bestrafte § 149 StGB-DDR erwachsene Männer, „die unter Ausnutzung der moralischen Unreife, durch Geschenke, Versprechen von Vorteilen oder in ähnlicher Weise einen Jugendlichen zwischen 14 und 16 Jahren dazu missbrauchten, mit ihm Geschlechtsverkehr auszuüben oder geschlechtsverkehrähnliche Handlungen vorzunehmen.“ § 151 StGB-DDR, der in etwa dem § 175 im StGB der Bundesrepublik Deutschland entsprach, war nach einer Entscheidung des Obersten Gerichts der DDR zum 1. Juli 1989 aufgehoben worden.
Für eine Übergangszeit nach der Herstellung der Einheit Deutschlands galt § 149 StGB-DDR im Beitrittsgebiet fort, §§ 175, 182 StGB a.F. wurden dort nicht angewendet.
Die Neufassung des § 182 StGB vereinheitlichte die Strafbarkeit des sexuellen Missbrauchs von Jugendlichen. Bestraft wird danach eine Person über 18 Jahren, die eine Person unter 16 Jahren zu bestimmten sexuellen Handlungen missbraucht. Sowie auf Täter- wie auf Opferseite wurde der Tatbestand geschlechtsneutral formuliert, so dass auch Jungen in den Schutzbereich einbezogen wurden und Frauen in den Kreis der möglichen Täter. Das gilt auch für Täter und Opfer desselben Geschlechts. Damit werden zwar nach wie vor homosexuelle Handlungen erfasst, es steht aber ersichtlich der Jugendschutz vor sexuellem Missbrauch im Vordergrund, nicht das gleichgeschlechtliche Verhältnis als solches. Geschützt wird der soziale und psychologische Reifeprozess, in dem die Jugendlichen bis zu einem Alter von 16 Jahren den Umgang mit Sexualität und das Eingehen von Partnerbeziehungen ohne Entwicklungsstörung erlernen sollen.
2008 wurden die Vorschrift sexueller Missbrauch von Jugendlichen verschärft.

### Artikel 2: Änderungen anderer Gesetze
Art. 2 betraf redaktionelle Folgeänderungen im Gesetz über die freiwillige Kastration und andere Behandlungsmethoden und im Jugendarbeitsschutzgesetz.

### Artikel 3: Nichtanwendung von Maßgaben des Einigungsvertrages
Mit Inkrafttreten des § 182 StGB n. F. waren Maßgaben zum Inkrafttreten der alten Fassung im Beitrittsgebiet obsolet geworden und nicht mehr anzuwenden.

### Artikel 4: Inkrafttreten
Das Gesetz trat am 11. Juni 1994 in Kraft. Gleichzeitig trat § 149 des Strafgesetzbuchs der DDR außer Kraft.

## Geschichte
§ 175 StGB kriminalisierte über Hundert Jahre Homosexualität zwischen Männern. In der Zeit des Nationalsozialismus wurde der Paragraph verschärft. Die Bundesrepublik übernahm die verschärfte Version aus der NS-Zeit. Sie galt bis 1969 und wurde im Rahmen der großen Strafrechtsreform teilweise entkriminalisiert. Die zweite Entschärfung folgte 1973.